# Pivovar Vildenberg
Šumický pivovar Vildenberg – czeski browar regionalny, położony we wsi Viničné Šumice (kraj południowomorawski).

## Historia i asortyment
Browar zaczęto budować w końcu 2013, a pierwsze piwo (Vildenberský Ležák) uwarzono w grudniu 2014. Przedsiębiorstwo dysponuje warką na 500 litrów, technologią otwartych kadzi i tankofermentatorów na tysiąc litrów. Wytwarza się tutaj wyłącznie piwa niepasteryzowane i niefiltrowane, z przewagą lagerów. 
Piwo lane jest na miejscu, w restauracji, a także sprzedawane na cały kraj w kegach 15, 20, 30 i 50 litrów, a także w butelkach PET (1,5 litra). Browar można zwiedzać na zamówienie.

## Nagrody
W 2018 Vildenberský Ležák uzyskał nagrodę Česká chuťovka.

## Gatunki piw
- Vildenberg Ležák 12°,
- Vildenberský Zlaťák 11°,
- Vildenberský Měďák[2].